# Stadio Cino e Lillo Del Duca
Das Stadio Cino e Lillo Del Duca ist ein Fußballstadion in der italienischen Stadt Ascoli Piceno (Region Marken). Es ist die Spielstätte des Fußballvereins Ascoli Calcio und wurde zu Ehren des Zeitungsverlegers und ehemaligen Ehrenpräsidenten des Vereins, Cino Del Duca aus Ascoli, benannt.
Die Sportstätte wurde vom Architekten Costantino Rozzi entworfen. Die Bauarbeiten begannen 1955 und die Einweihung fand 1962 statt. Nachdem Ascoli Calcio im Jahr 1974 in die Serie A aufgestiegen war, wurde das Stadion auf 36.000 Zuschauerplätze erweitert. Später wurde die Zahl wieder reduziert: 28.000 (1990er Jahre), 24.058 (2005) und aktuell 20.550 Plätze. 